# Bufonaria
Bufonaria là một chi ốc biển từ trung bình tới lớn, là động vật thân mềm chân bụng sống ở biển trong họ Bursidae.

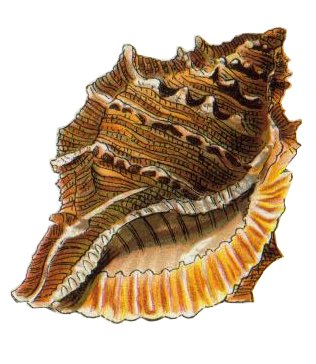
Hình vẽ vỏ ốc Bufonaria crumena.

## Các loài
Các loài trong chi Bufonaria có thể bao gồm: 
- Bufonaria cavitensis (Reeve, 1844)
- Bufonaria cristinae Parth, 1989
- Bufonaria crumena (Lamarck, 1816)
- Bufonaria crumenoides [cần dẫn nguồn]
- Bufonaria echinata (Link, 1807)
- Bufonaria elegans (G.B. Sowerby II, 1836)
- Bufonaria foliata (Broderip, 1826)
- Bufonaria granosa (Martin, 1884)
- Bufonaria margaritula (Deshayes, 1832)
- Bufonaria marginata (Gmelin, 1791)
- Bufonaria nobilis [cần dẫn nguồn]
- Bufonaria perelegans Beu, 1987
- Bufonaria rana (Linnaeus, 1758)
- Bufonaria subgranosa [cần dẫn nguồn]
- Bufonaria thersites (Redfield, 1846)

Các loài được đưa vào đồng nghĩa
- Bufonaria borisbeckeri: đồng nghĩa của Bursina borisbeckeri (Parth, 1996)
- Bufonaria bufo: đồng nghĩa của Marsupina bufo (Bruguière, 1792)
- Bufonaria fernandesi: đồng nghĩa của Bursina fernandezi (Beu, 1977)
- Bufonaria ignobilis Beu, 1987: đồng nghĩa của Bursina ignobilis (Beu, 1987)
- Bufonaria lamarckii (Deshayes, 1853): đồng nghĩa của Bursa lamarckii (Deshayes, 1853)
- Bufonaria pesleonis Schumacher, 1817: đồng nghĩa của Bursa scrobilator (Linnaeus, 1758)
- Bufonaria spinosa Schumacher, 1817: đồng nghĩa của Bufonaria echinata (Link, 1807)

## Hình ảnh

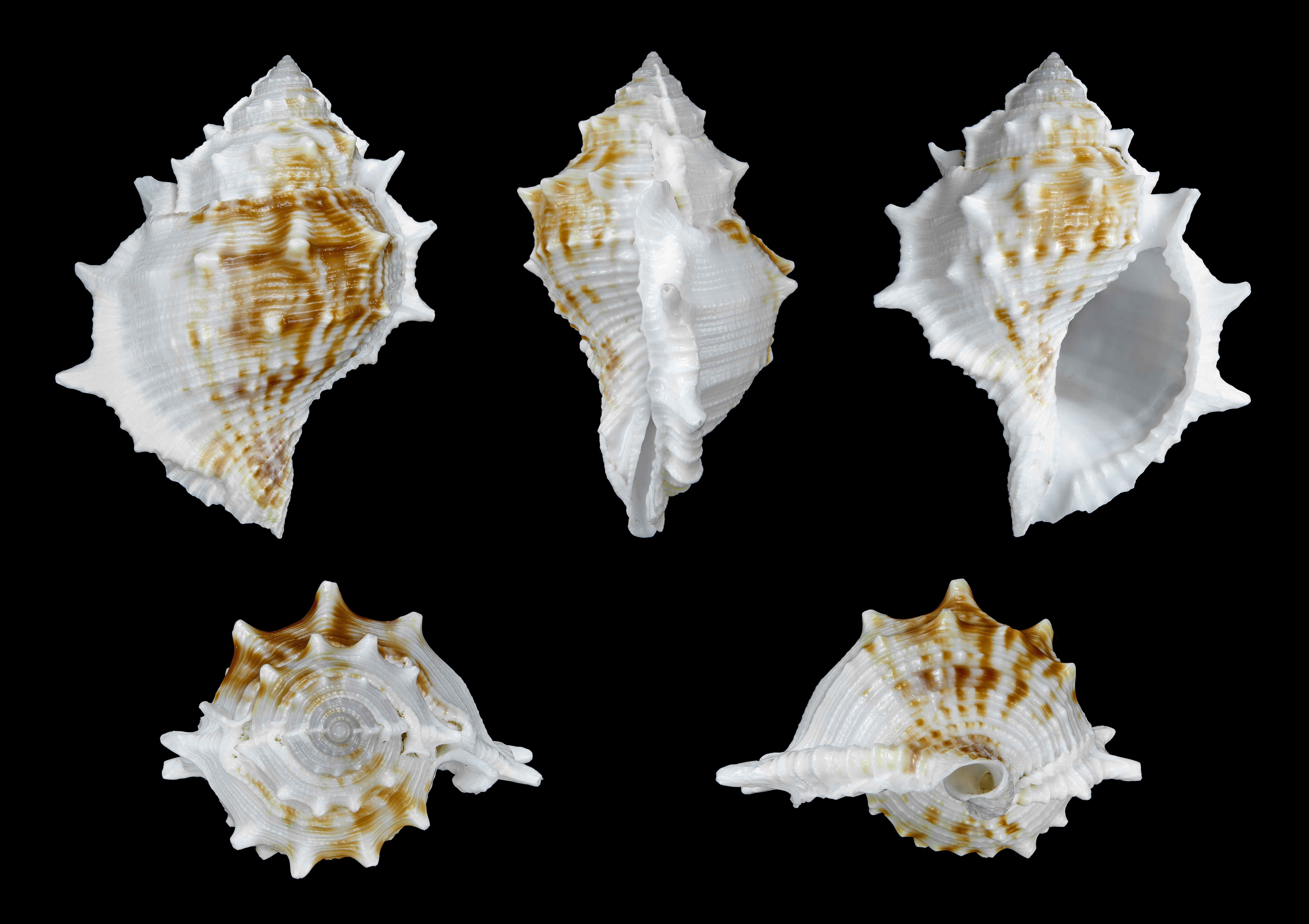